# Doina Tudor
Doina Anca Tudor, fostă Stăvăruș (n. 15 martie 1960

) este o fostă senatoare română aleasă în 2012. Din septembrie 2013 până în februarie 2015 a fost vicelider al grupului parlamentar al PNL din Senatul României. În cadrul activității sale parlamentare, Doina Anca Tudor a fost membru în grupurile parlamentare de prietenie cu Republica Turcia și Republica Franceză. 
În luna februarie 2016 era urmărită penal pentru infracțiuni de corupție și plasată în arest la domiciliu. În 12 aprilie a fost trimisă în judecată, și o lună mai târziu a demisionat din Parlament. În septembrie 2020, Doina Tudor și soțul ei au fost achitați definitiv la Curtea de Apel București.
Doina Tudor a fost recrutată de Securitate în aprilie 1982, sub numele conspirativ de Alis.
Ea urma să-i „încadreze informativ” pe colegii de muncă și cetățenii străini care frecventau barul București, aflat lângă CC al PCR.